# Kurma

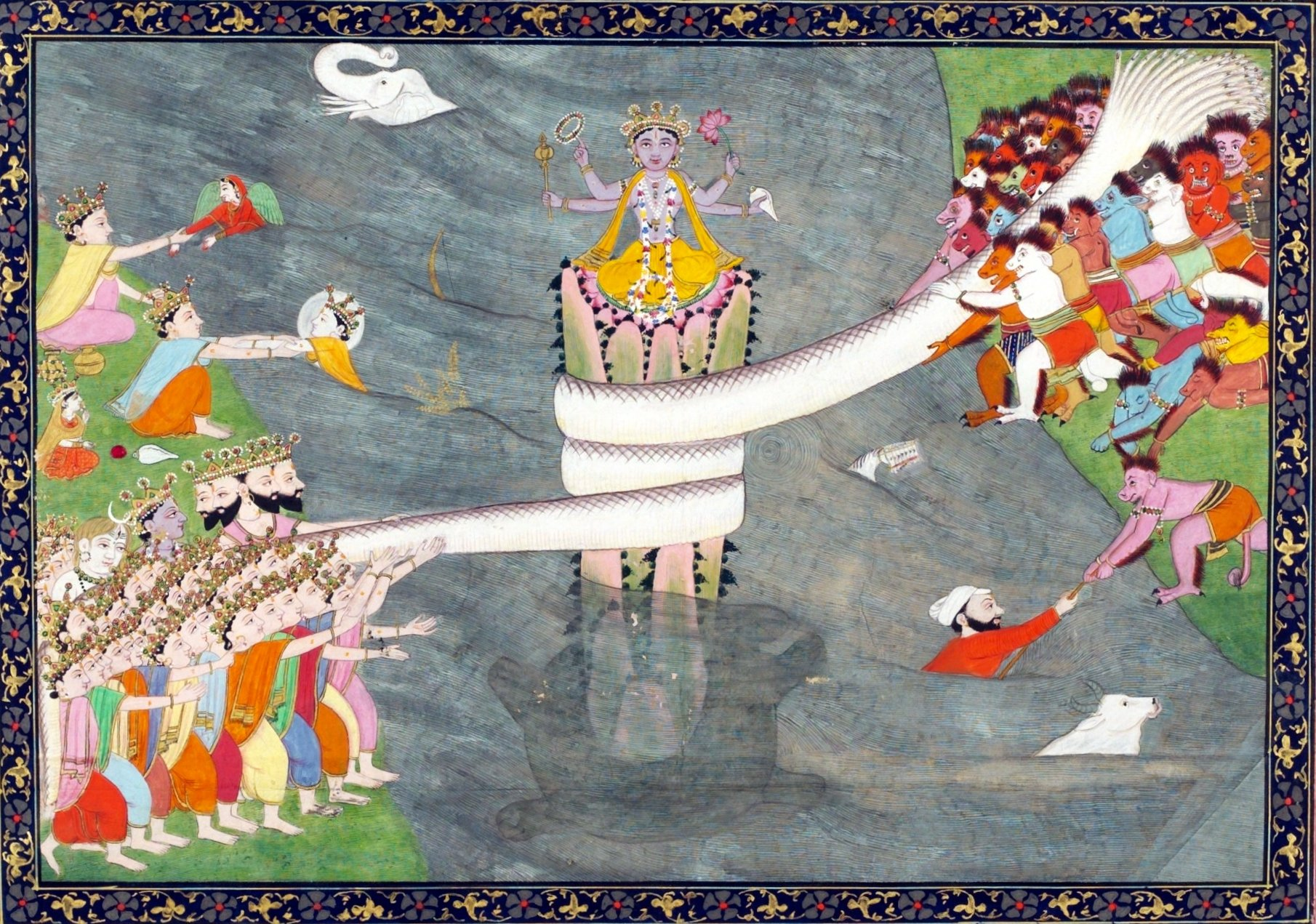
Pintura antiga de Kurma.

Kurma ( em sânscrito कुर्म) é o segundo avatar do deus Vishnu. Nesse avatar, Vishnu toma a forma de uma tartaruga. Kurma é representado com a parte de baixo sendo uma tartaruga, e a parte de cima sendo um humano.
Na parte de cima, Kurma é representado com quatro braços, cada um segurando um atributo(os mesmos de sua forma original vide  Vishnu).
Kurma se manifestou para que o Batimento do oceano pudésse ser concretizado.
Nessa forma, Vishnu salvou os Devas da mortalidade e de sua perda de poder para os Asuras. Salvando assim, a espécie humana.

## Páginas relacionadas
- Batimento do oceano
- Vishnu
- Avatar
- Trimurti
- Lakshmi